# Lúčka (district de Sabinov)
Pour les articles homonymes, voir Lúčka.
Lúčka est un village de Slovaquie situé dans la région de Prešov.

## Histoire
Première mention écrite du village en 1323.

## Démographie

### Évolution de la population
| Année:               | 1994. | 2004.   | 2014.   | 2024.   |
| -------------------- | ----- | ------- | ------- | ------- |
| Nombre de personnes: | 667   | 679     | 685     | 679     |
| Différence:          |       | +1,79 % | +0,88 % | -0,87 % |

| Année:               | 2023. | 2024.   |
| -------------------- | ----- | ------- |
| Nombre de personnes: | 681   | 679     |
| Différence:          |       | -0,29 % |